# Azuara
Azuara – gmina w Hiszpanii, w prowincji Saragossa, w Aragonii, o powierzchni 165,81 km². W 2011 roku gmina liczyła 680 mieszkańców.